# بروف سكوت
بروف سكوت (بالإنجليزية: Brough Scott)‏ هو فارس وصحفي بريطاني، ولد في 12 ديسمبر 1942 في لندن في المملكة المتحدة.